# Club Sportivo Guadalupe
Club Sportivo Guadalupe es un club de fútbol oriundo de la ciudad de Santa Fe, Provincia de Santa Fe, Argentina. Fue fundado el 6 de mayo de 1934 y juega sus partidos de local en el estadio Eladio Romeo Rosso, cuya capacidad es de 1200 espectadores. El estadio lleva el nombre de Eladio Romeo Rosso, exfutbolista y expresidente de la institución que destacó en toda la historia del club; Eladio Romeo Rosso fue uno de los personajes más emblemáticos en la historia del club, siendo presidente durante más de 40 años. En la actualidad su hijo “Dito” continúa su legado.
En sus inicios fue una institución polideportiva ya que presentaba varias secciones deportivas, entre ellas, tenis con paleta, caza, pesca, ciclismo y fútbol, esta última todavía permanece activa. Los colores que identifican al club son azul y amarillo con una banda en el centro de la camiseta.
En cuanto a competición nacional, Club Sportivo Guadalupe ha disputado varios torneos, entre ellos, el Torneo Argentino B y Torneo Argentino C. En cuanto a competición local, se encuentra afiliado a la Liga Santafesina de Fútbol y se ha proclamado campeón en 3 ocasiones, una en la década de 1970 y las otras dos a finales de los años 1990.
Entre las figuras más destacables del club se encuentran Oscar Aguirre, Hernán Cámara, Gonzalo Herrera, Javier Malisani y Hugo Monteverde.

## Historia
Club Sportivo Guadalupe fue fundado el 6 de mayo de 1934 por Felipe Méndez, Pedro Melillo, Julio Melillo, Carlos Mallarino, Duilio Molina, Federico Montel y Gaspar Chaile, personajes aficionados al fútbol. El objetivo principal de los fundadores fue la creación de una institución deportiva donde pudiese confluir la gente del (en ese momento) norte de la ciudad de Santa Fe. En un principio, se crearon diversas disciplinas deportivas como el fútbol, tenis con paleta, caza, pesca y ciclismo.
En la década de 1940, el club adquirió un predio ubicado en Lavalle al 7000 que sirvió para construir el estadio de fútbol. Fue inaugurado en 1945 y posee una superficie de 130 x 87 metros. década de 1990, el club continuó con un proyecto de expansión y mejora de las instalaciones deportivas, con la creación de tribunas alternas, cabinas de transmisión, mejoras en la iluminación, remodelación de vestuarios, salón de usos múltiples, sistema de riego y drenaje, entre otros.
En cuanto a los títulos deportivos, el club ganó su primer título en la década de 1970 en la Liga Santafesina de Fútbol y volvió a repetir en 1997 y 1998 de la mano de Oscar Vicente Aguirre y Adalberto Tobaldo respectivamente. En competición nacional hizo su debut oficial en el Torneo Argentino B, en la temporada 1997-98, donde avanzó hasta la segunda etapa de la clasificación. También disputó otro torneo nacional en la década de 2000, el Torneo Argentino C, edición de 2005 donde llegó hasta la segunda fase.
Uno de los máximos referentes del club es Sebastián Battaglia, quien llegó a jugar en Boca y volvió a participar de los campeonatos de la Liga con la camiseta de Guadalupe, a quien se le considera un símbolo de club.

## Palmarés
- Liga Santafesina de Fútbol (3): 1976, 1997, 1998.[4]